# Anthelia julacea
Anthelia julacea là một loài rêu tản trong họ Antheliaceae. Loài này được (L.) Dumort. miêu tả khoa học lần đầu tiên năm 1835.